# برونو زارمبا
برونو زارمبا (انگلیسی: Bruno Zaremba; ۷ آوریل ۱۹۵۵ – ۵ نوامبر ۲۰۱۸) بازیکن فوتبال اهل فرانسه بود.
از باشگاه‌هایی که در آن بازی کرده است می‌توان به باشگاه فوتبال متس و باشگاه فوتبال والنسین اشاره کرد.